# قانون راپوپورت
قانون راپوپورت (به انگلیسی: Rapoport's rule) یک قانون زیست‌شناختی است که بیان می‌کند که محدوده‌های جغرافیایی گیاهان و جانوران معمولاً در عرض‌های جغرافیایی پایین‌تر از عرض‌های جغرافیایی بالاتر کوچک‌تر هستند.